# 土方与志

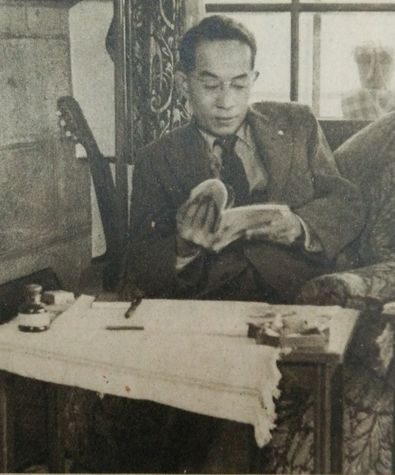
土方与志（1948年）

土方 与志（ひじかた よし、1898年（明治31年）4月16日 - 1959年（昭和34年）6月4日）は、日本の演出家。伯爵を継いだが剥奪された。築地小劇場を拠点に新劇運動を興した。東京生まれ。本名は久敬（ひさよし）。

## 来歴
東京市赤坂区表町（現・東京都港区赤坂）に生まれた。祖父久元は土佐藩出身で、維新後は宮内大臣・宮中顧問官・枢密顧問官・國學院大學学長などを務めて伯爵を授けられた。父久明は陸軍大尉だったが、何らかの事情で精神に異常をきたして療養中、与志が生まれて間もない1898年7月15日に拳銃で自殺している。母は加藤泰秋の三女・愛子。
土方は中学時代に友田恭助と子供芝居一座である南湖座を作り、演劇活動を始めている。1916年に旧制学習院高等科在学中に近衛秀麿、三島通陽らと友達座を結成する。友達座で音楽を担当した近衛から山田耕筰を紹介され、土方の演出デビュー作『タンタジールの死』の公演や日本楽劇協会で共に仕事をする仲間となった。1918年11月に祖父久元が危篤となったため、三島の妹である梅子と急遽結婚した。久元は結婚式の翌日に薨去し、土方は伯爵位を襲爵した。
学習院卒業後、東京帝国大学国文科に進む。自宅の地下に模型舞台研究所を作り伊藤熹朔、遠山静雄などと実践的な演劇の研究に熱中した。1919年に友達座『タンタジールの死』の主演女優の公募を巡って新聞批判が起こり、宮内省を巻き込む騒動となる。東京帝大卒業後は山田耕筰の紹介で演出家小山内薫に師事し、小山内の助手として商業演劇に関わり明治座などで舞台演出を学んだ。

### 築地小劇場の開設と劇場附属劇団の分裂

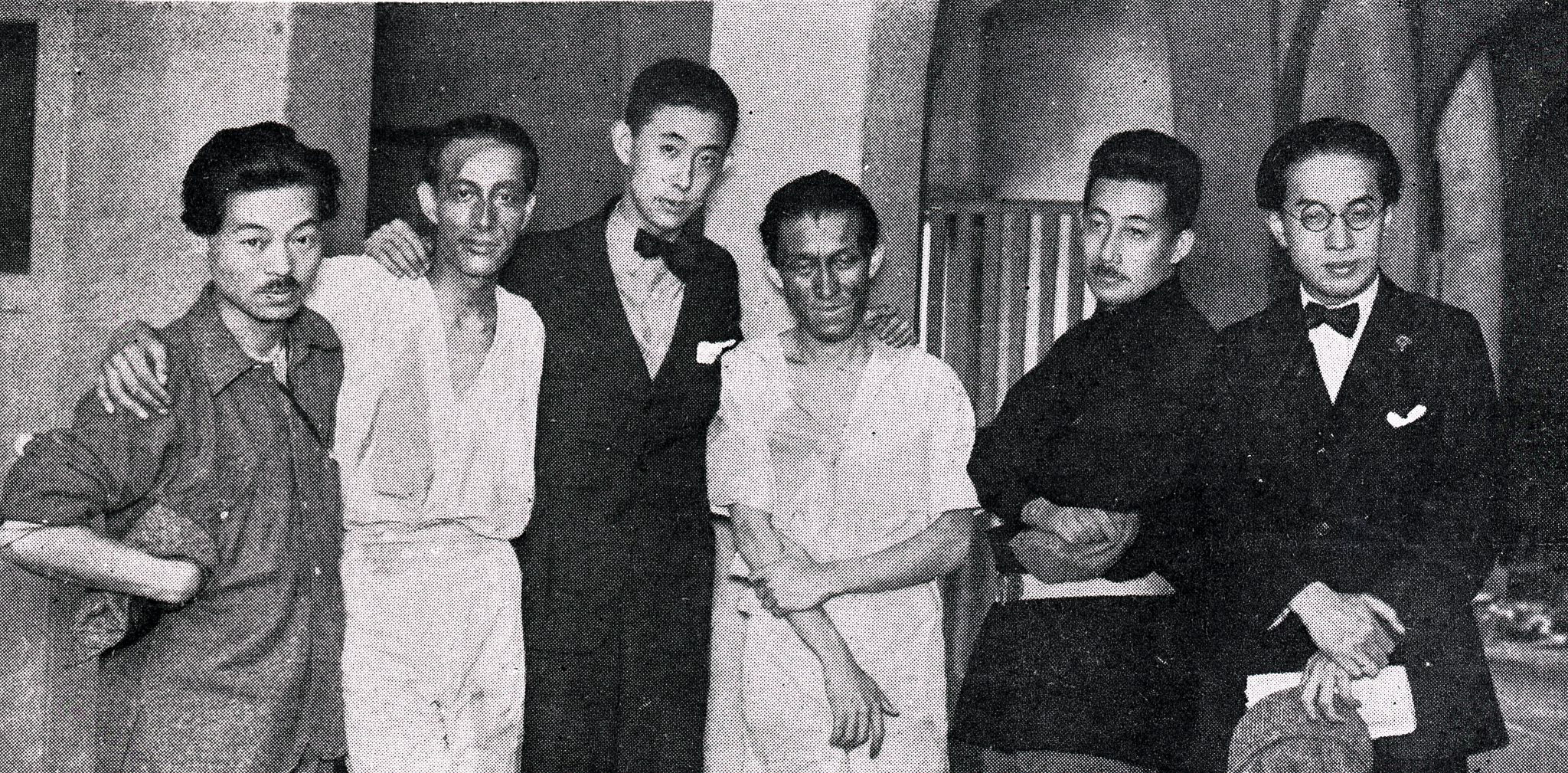
設立時の築地小劇場同人。
左から和田精、汐見洋、浅利鶴雄、友田恭助、小山内薫 、土方与志

1922年、演劇研究のためドイツに留学。1923年9月1日の関東大震災の報を聞いた土方は、予定より早く同年暮れに帰国。震災復興のため一時的に建築規制が緩められたことから、仮設バラック劇場の建設を思いつき、小山内薫に相談し、計画を進めた。1924年始めより劇場建設と劇団の育成に取り掛かり、6月13日に築地小劇場を開設した。電気を用いた世界初の照明室を備えていた。建設のため土方が出資した費用は、のちの諸出費も合わせると30数万円といわれる（21世紀初頭の貨幣価値では約7億円とされる）。築地小劇場はチェーホフやゴーリキーなどの翻訳劇を中心に新劇運動の拠点となった。
1928年12月に小山内が急逝した後、しばらくすると劇場附属劇団内に内紛が起こり、「自治会」と称する反土方グループが生まれた。このため、1929年3月25日には土方を支持する丸山定夫、山本安英、薄田研二、伊藤晃一、高橋豊子、細川知歌子（のち細川ちか子）らが脱退し、築地小劇場は分裂した。脱退組は4月に新築地劇団を結成し、より〈プロレタリア・リアリズム〉に基づく演劇を志向した。残留組（築地小劇場に残ったメンバー）は、翌1930年8月に解散し、劇団新東京になった。

### 新築地劇団と亡命
新築地劇団はプロレタリア文学の代表作である小林多喜二の『蟹工船』（1929年3月に完成）を『北緯五十度以北』という題で、同年7月に帝国劇場で上演した。以降、久板栄二郎の『北東の風』や久保栄の『火山灰地』など盛んにプロレタリア演劇を上演していった。しだいに官憲の弾圧が激しくなり、1932年に土方は検挙を受けた。
翌1933年2月20日、小林多喜二は治安維持法違反容疑で逮捕、築地警察署において特別高等警察による拷問で死亡。3月15日には築地小劇場で多喜二の労農葬が執り行われた。
日本プロレタリア演劇同盟の代表として、妻・梅子や佐野碩とともにソ連を訪問。ソビエト連邦作家同盟第1回大会で日本代表として小林多喜二虐殺や日本の革命運動について報告を行った（1934年8月28日）。その内容はまもなく日本に伝わり、同年9月に爵位を剥奪された。
この年、日本共産党スパイ査問事件が表面化して党員やシンパの摘発が活発化。土方が日本共産党に6000円もの献金をしていた事実も明らかになり、帰国が難しい状況となった結局、土方は帰国せず、そのままソ連に亡命した。

### 粛清・帰国後
1937年8月、スターリンによる粛清が本格化したことで、土方は妻、佐野碩とともに国外追放処分を受け、モスクワからパリに亡命移住する。この間、日本国内では1940年8月、劇団員のほとんどが検挙され新築地劇団は解散。劇場は11月1日には国民新劇場と改称された。
1941年7月、土方は逮捕覚悟で帰国し直ちに治安維持法違反で検挙、拘禁された後、5年の実刑を受け豊多摩刑務所に収監された。
1945年10月8日、連合国軍最高司令官総司令部の命令に基づく全政治犯の釈放にあたり、土方も宮城刑務所を出所。妻や長男らに出迎えられ、栃木県西那須野にあった土方農園で静養に当たった。同年12月19日、久保栄ら左翼演劇人により劇団「東京芸術劇場」が結成されると顧問に迎えられ、1946年（昭和21年）に『人形の家』の演出を行った。同劇団は翌年解散した。なお、1946年（昭和21年）には新演劇人協会結成にも参画している。
その後、日本共産党に入党。前進座や舞台芸術学院で演劇活動を再開。スタニスラフスキーのスタニスラフスキー・システムを、日本の演劇界に導入することにも熱心であった。墓所は染井霊園。

## 親族
- 祖父：土方久元（1833 - 1918） ‐ 土佐藩士。維新後、宮内大臣、農商務大臣。
- 父：土方久明（1862 - 1898） - 久元の長男。ドイツ陸軍士官学校を経てドイツ陸軍中尉、帰国後日本陸軍大尉となるも36歳で自殺[11]。
- 母：土方愛子 - 久明の後妻。子爵加藤泰秋と福子（西園寺公望の妹）の三女。
  - 異母姉：綾子（旧名・璦子） - 生母は土方家女中の矢野。田中銀之助の妻となるも夫の女性関係、自身の松本幸四郎 (7代目)との浮名により離婚。のち大石茂美と再婚。[12][13]
- 妻：土方梅子（1902 - 1973） - 子爵三島彌太郎と後妻の加根子（侯爵四条隆謌三女）との二女。学習院中等科三年生16歳の1918年に、兄の三島通陽と学習院の同級生で演劇仲間だった与志と結婚、築地小劇場の衣装部主任を務めた[14]。1932年に夫に従い一家で渡欧、1941年帰国、1947年日本共産党入党。戦後は洋装店を経営しながら、桑沢洋子らと服装文化クラブを結成し労働組合の女性たちに洋裁を教えた[15]。
  - 長男：土方敬太（1920 - 1992） - ロシア文学者兼映画研究家。幼少期に母・弟ともに、父与志のソビエト亡命生活に同行、帰国後日本共産党入党。
  - 次男：土方与平（1926 - 2010） - 演劇制作者として、劇団青年劇場顧問をつとめた。兄同様、ソビエトから帰国後日本共産党入党。著書に『或る演劇製作者の手記』。海外演劇の翻訳などにより、フランス文化勲章シュバリエを受章（1998年）
- いとこ叔父：土方久功（1900 - 1979） - 久元の甥。東京美術学校彫刻科卒業。築地小劇場のマーク（一房の葡萄）をデザインした。

## 著書
- 『なすの夜ばなし』（河童書房、1947年／影書房（復刻版） 1998年）
- 『演劇の話』（ナウカ社 1950年）
- 『土方与志演劇論集 演出家の道』（未來社、1969年、再版1975年）

### 翻訳
- スタニスラフスキイ『俳優と劇場の倫理』（未来社 てすぴす叢書 1952年）
- スタニスラフスキイ『身体的行動』（未来社 てすぴす叢書 1953年）
- シーモノフ『ロシア問題』（早川書房 1953年）
- 『スタニスラフスキイ・システム論争 スタニスラフスキイの遺産に深く学び、創造の上に発展せしめよ』（編訳 未来社 1955年）